# Härlig är jorden (film)
Härlig är jorden är en svensk kortfilm från 1991 i regi av Roy Andersson och med Klas Gösta Olsson i huvudrollen. Den skildrar en vitsminkad man som ledsagar tittaren genom sitt liv och sin dystert stiliserade värld. Filmen innebar en återkomst för Andersson, som efter Giliaps motgångar endast hade regisserat reklamfilm, informationsfilm och en konspirationsteoretisk film om aids.

## Tillkomst
År 1975 floppade Anderssons film Giliap både hos kritiker och biobesökare, vilket fick honom att lämna spelfilmsvärlden för att i stället göra reklamfilmer. Flera av dessa reklamfilmer blev med tiden högt ansedda för sin egensinniga stil. Andersson gjorde även informationsfilmerna Så fruktansvärt onödigt och Tryggare kan ingen vara. År 1986 gjorde han den kontroversiella kortfilmen Någonting har hänt, som bygger på östtyska Stasis desinformation om att HIV var framtaget i amerikanska laboratorier.
Enligt Andersson var det den polske regissören Krzysztof Kieślowski som återgav honom tron på filmen och lusten att återvända till filmbranschen. Härlig är jorden beställdes av Göteborgs filmfestival som första delen i stafettfilmen 90 minuter 90-tal. Anderssons budget var fyra miljoner kronor.